# Харі Рао
Харі Рао (гінді हरिराव होलकर; 1795 —24 жовтня 1843) — магараджа Індаура у 1834–1843 роках.

## Життєпис
Походив з династії Холкарів. Онук магараджи Тукоджі Рао I, син Вітходжі Рао. Народився 1795 року в Індаурі. 1797 року після поразки повстання його стрийка Малхар Рао проти нового магараджи Каші Рао Вітходжі Рао, що підтримував повстання, разом з родиною втік до князівства Колхапур. 1801 році батько загинув. 1802 року Харі Рао повертається до Індауру.
З початком нової англо-маратхської війни брав активну участь у бойових діях. Відзначився в битві біля Магідпуру 1817 року. В подальшому виступав проти підпорядкування Індауру британцям. 1819 року повстав проти стриєчного брата — магараджи Малхар Рао II. але зазнав поразки, потрапив у полон й був запроторений до в'язниці в Махешварі.
В січні 1834 року звільнений прихильниками, які невдовзі повалили нового магараджу Мартанд Рао, звівши на трон (гадді) Харі Рао. Невдовзі здобув сховалення з боку Британської Ост-Індської компанії. Для підтвердження прав всиновлений Гаутамою баї, удовою Малхар Рао II. Офіційна церемонія сходження на гадді відбулася 17 квітня.
Фактичну владу передав Бхау Пхансії, раджи Тарани, якого призначив першим міністром (перебував на посаді до 1836 року), а сам поринув у розваги та пиятику. Видатки за його панування значно зросли, а держава занурилася у борги. Через погіршення здоров'я 1841 року призначив своїм спадкоємцем родича Ханде Рао, який отримав владу 1843 року після смерті Харі Рао.